# كتب عظيمة
الكُتُب العظيمة تشير إلى منهج دراسي وقائمة كتب، وتشير كذلك إلى منهج تربوي اقترحه الفيلسوف آلان بلوم. مورتيمر أدلر وضع 3 معايير لوضع كتاب ما ضمن الأسفار العظيمة:
- أن يكون الكتاب ذو صلة بمشاكل وقضايا عصرنا.
- أن الكتاب لا ينضب، بمعنى أنه يمكن قراءته مراراَ وتكراراَ بفائدة.
- أن يكون الكتاب ذو صلة بعدد كبير من الأفكار العظيمة والقضايا الكبرى التي شغلت العقول على مدى الخمس عشرين قرناَ الماضية.

تشكل الكتب العظيمة ركيزة أساسية في أدب الثقافة الغربية. تتراوح مجموعات محددة من الكتب العظيمة عادةً بين 100 و150 كتاب، لكنها تختلف حسب الغرض والسياق. فمثلًا، تُبنى بعض القوائم ليقرأها الطلاب الجامعيين في النظام الدراسي الفصلي الجامعي (130 كتاب، معهد توري أونورز)، يُجمع بعضها لبيعها كمجموعة مجلدات واحدة (500 كتاب، مورتيمر أدلر)، في حين تهدف بعض القوائم إلى النقد الأدبي الشامل (2400 كتاب، هارولد بلوم).

## البداية
جاءت هذه الفكرة نتاجًا لمناقشات جرت بين أكاديميين ومعلمين أمريكيين. بدأ هذه النقاشات في عشرينيات وثلاثينيات القرن العشرين البروفيسور جون إرسكين من جامعة كولومبيا حول موضوع تطوير نظام التعليم العالي من خلال العودة إلى المنهجية الغربية في تدريس الفنون الحرة المرتكزة على تغطية مجالات واسعة من المعرفة.
من الأكاديميين الذين ناقشوا هذا الموضوع: روبرت هوتشينز، ومورتيمور أدلر، وسترينغفيللو بار، وسكوت بوتشانان، وألكساندر مايكليجون. من بين آرائهم أن التركيز على مجالات تخصصية ضيقة في الكليات الأمريكية أضرت بنوعية التعليم وذلك بسبب الفشل في تعريض الطلاب لنتاجات وأفكار الحضارة الغربية.
لقد كانوا على خلاف مع كلاَ من المؤسسات التعليمية القائمة في ذلك الوقت والنظرية التربوية المعاصرة. المنظرين التربويين أمثال سيدني هوك وجون ديوي لم يتفقوا مع الرأي القائل أن هناك تداخلاَ في التعليم، على سبيل المثال، دراسة الفلسفة والخطابة مفيدة في الطب والاقتصاد

## البرنامج
يُعد برنامج الكتب العظيمة منهجًا يستخدم قائمة نصوص الكتب العظيمة. يعتمد الطلاب قدر الإمكان على المصادر الأساسية. ينصب التركيز على مناقشة مفتوحة بتوجيهات محدودة من أستاذ أو مُيسر أو مدرّس. ويُتوقع من الطلاب أيضًا أن يكتبوا أوراقًا بحثية.
درّس البروفيسور إرسكين عام 1920 أول دورة دراسية تستند على برنامج «كتب عظيمة»، بعنوان «مرتبة الشرف العامة»، في جامعة كولومبيا. ساعد في صياغة منهجها الأساسي. ولكن، فشلت في البداية، بعد تقديمها بفترة وجيزة بسبب الخلافات بين أعضاء الهيئة التدريسية العليا حول أفضل الطرق لإدارة الفصول الدراسية وبسبب المخاوف من صرامة الدورات. لذا درس أعضاء هيئة التدريس الدنيا بمن فيهم مارك فان دورين ومورتيمر أدلر جزء من الدورة بعد عام 1923. أوقفت الدورة في عام 1928، ولكن أُعيد تشكيلها لاحقًا. غادر أدلر إلى جامعة شيكاغو عام 1929، حيث واصل عمله على هذا الموضوع، عقد ندوة سنوية مع رئيس الجامعة، روبرت م. هتشينز، عن الكتب العظيمة. عندما أعاد مارك فان دورين تصميم الدورة عام 1937، كانت تُدرس بالفعل في كلية سانت جون، أنابوليس، إلى جانب جامعة شيكاغو. أصبحت هذه الدورة لاحقًا العلوم الإنسانية (المستوى أ) للطلاب الجدد، وتطورت لاحقًا إلى الأدب الإنساني. على أي حال، يشمل الناجون: المناهج الدراسية الأساسية لكولومبيا، والأساسية العامة في شيكاغو، والمناهج الأساسية في جامعة بوسطن، ركز كل منها بشدة على «الكتب العظيمة» للمدونات المعتمدة الغربية.
يُعد برنامج كتب عظيمة في الجامعة أو الكلية برنامجًا مستوحى من حركة كتب عظيمة التي بدأت في الولايات المتحدة في عشرينيات القرن الماضي. تهدف هذه البرامج إلى العودة إلى تقاليد الفنون الغربية المتحررة في التعليم، كتصحيح للتخصصات شديدة الانضباط المشتركة داخل الأكاديمية. العنصر الأساسي في هذه البرامج هو درجة المشاركة العالية في نصوص أساسية كاملة، تسمى الكتب العظمى. تتبع مناهج برامج الكتب العظيمة نصوص معتمدة تعتبر ضرورية إلى حد ما لتعليم الطالب، مثل جمهورية أفلاطون، أو الكوميديا الإلهية لدانتي. غالبًا ما تركز مثل هذه البرامج على الثقافة الغربية حصرًا. إن استخدامهم للنصوص الأساسية يملي نهجًا متعدد التخصصات، لأن معظم الكتب العظيمة لا تندرج بدقة تحت اختصاص نظام أكاديمي واحد معاصر. غالبًا ما تتضمن برامج الكتب العظيمة مجموعات مناقشة محددة بالإضافة إلى محاضرات، ولها أحجام فصول صغيرة. بشكل عام، يتلقى الطلاب في مثل هذه البرامج درجة عالية من الاهتمام بشكل غير طبيعي من أساتذتهم، كجزء من الهدف العام المتمثل في تعزيز مجتمع التعلم.